# Máriapócs
Máriapócs é uma cidade da Hungria, situada no condado de Szabolcs-Szatmár-Bereg. Tem 22,09 km² de área e sua população em 2019 foi estimada em 2.153 habitantes.